# برلین-میته
برلین-میته (به آلمانی: Berlin-Mitte) یک منطقهٔ مسکونی در آلمان است که در برلین واقع شده‌است. میته ۷۹٬۵۸۲ نفر جمعیت دارد.